# Parafia św. Bartłomieja Apostoła w Biskupicach Ołobocznych
Parafia świętego Bartłomieja Apostoła w Biskupicach Ołobocznych – parafia rzymskokatolicka znajdująca się w diecezji kaliskiej, w dekanacie Ołobok.